# БІЧ-1

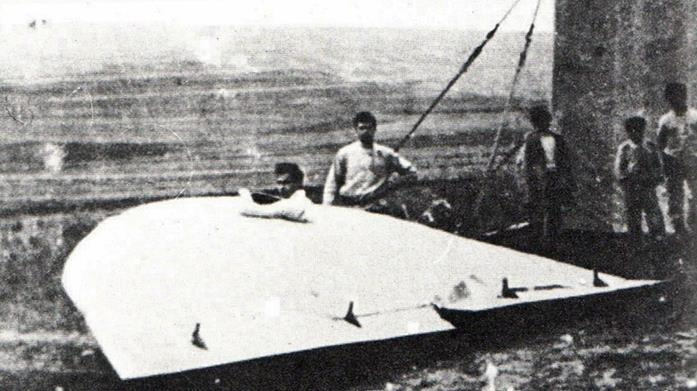
БІЧ-1

БІЧ-1 — експериментальний легкий планер конструкції Бориса Черановського.

## Історія
У 1921 році Борис Черановський запропонував ідею літака, що будується за схемою «літаюче крило». Він планував оформити передню кромку крила за параболічною кривою, при цьому довжина крила мала бути у 1,5 рази більшою за його ширину. Експерти з аеродинаміки спочатку висловили недовіру до цієї ідеї. Однак, після продування моделей у аеродинамічній трубі, було доведено її реальність. У 1924 році був побудований планер за цим проектом, який успішно продемонстрував свої можливості на планерних змаганнях того ж року. Товстий профіль крила майже повністю приховував льотчика, а всю задню кромку зайняли кермо висоти та елерони. Планер не мав безпосередньо керма напряму — повороти здійснювалися за допомогою елеронів.

## Льотно-технічні характеристики
- Розмах крила — 9,50 м
- Довжина — 3,50 м
- Площа крила — 20,00 м²
- Екіпаж — 1 людина